# Tadeusz Śmiałkowski
Tadeusz Śmiałkowski (ur. w 1966 w Nowym Targu) – polski artysta fotograf, uhonorowany tytułem Artiste FIAP (AFIAP). Członek rzeczywisty i Artysta Fotoklubu Rzeczypospolitej Polskiej (AFRP). Członek Fotoklubu MOK w Nowym Targu.

## Działalność
Tadeusz Śmiałkowski działalność fotograficzną rozpoczął w czasie studiów, przynależąc do Koła Fotograficznego Akademii Górniczo-Hutniczej, działającego pod egidą Krakowskiego Towarzystwa Fotograficznego. Napisał pracę magisterską „Tonowanie wielobarwne fotografii czarno-białych”, pod opieką Rajmunda Paśko. Fotograficznie zadebiutował w 1991 roku prezentując swoje zdjęcia (jako współautor) na wystawie w Piwnicy Hetmańskiej Muzeum Historii Fotografii. W 1992 roku zadebiutował wystawą indywidualną w Galerii Jatki w Nowym Targu.  
Szczególne miejsce w twórczości Tadeusza Śmiałkowskiego zajmuje fotografia krajobrazowa, fotografia reportażowa i fotografia portretowa. Od 2005 roku eksperymentuje z fotografią w podczerwieni. Jest autorem i współautorem wielu wystaw fotograficznych; indywidualnych, zbiorowych, poplenerowych, pokonkursowych. Brał aktywny udział (m.in.) w Międzynarodowych Salonach Fotograficznych, organizowanych pod patronatem FIAP, zdobywając wiele nagród, wyróżnień, dyplomów, listów gratulacyjnych.  
Uczestniczy w posiedzeniach składu jury i konkursach fotograficznych. Jest autorem albumu fotograficznego „Nowatorskie inspiracje”, wydanego w 2011 roku.  
W 2009 roku został przyjęty w poczet członków Fotoklubu Rzeczypospolitej Polskiej Stowarzyszenia Twórców. Decyzją Komisji Kwalifikacji Zawodowych Fotoklubu RP, otrzymał dyplom potwierdzający kwalifikacje do wykonywania zawodu artysty fotografa, fotografika (legitymacja nr 249). 
W 2012 roku został uhonorowany tytułem Artiste FIAP (AFIAP), nadanym przez Międzynarodową Federację Sztuki Fotograficznej FIAP.